# Harðardóttir
Harðardóttir ist ein isländischer Name.

## Bedeutung
Der Name ist ein Patronym und bedeutet Tochter des Hörður. Die männliche Entsprechung ist Hörðursson oder Harðarson (Sohn des Hörður).

## Namensträgerinnen
- Oddný G. Harðardóttir (* 1957), isländische Politikerin (Allianz)
- Eygló Harðardóttir (* 1972), isländische Politikerin (Fortschrittspartei)
- Drífa Harðardóttir (* 1977), isländische Badmintonspielerin
- Manuela Ósk Harðardóttir (* 1983), isländisches Model und „Miss Island“ (2002)